# Эхтернахербрюк
Эхтернахербрюк (нем. Echternacherbrück, люкс. Iechternacherbréck) — коммуна в Германии, в земле Рейнланд-Пфальц.
Входит в состав района Айфель-Битбург-Прюм. Подчиняется управлению Иррель. Население составляет 700 человек (на 31 декабря 2010 года). Занимает площадь 4,74 км².
Находится на границе с Люксембургом.